# Paul Linser
Paul Linser (* 5. September 1871 in Aalen; † 10. Juni 1963 in Tübingen) war ein deutscher Arzt und Hochschullehrer. An der Eberhard-Karls-Universität Tübingen war er der erste Lehrstuhlinhaber für Dermatologie und Venerologie. Er gilt als Wegbereiter der Phlebologie.

## Leben
Als Arztsohn studierte Linser Medizin in Tübingen. 1891 wurde er mit Hermann Emil Kuenzer Mitglied des Corps Franconia Tübingen. Nach dem Studium durchlief er in Gießen, Bern und Tübingen eine Vorausbildung in Anatomie, Pathologie, Chirurgie und Innerer Medizin. Er folgte dem Rat Ludolf von Krehls und wendete sich der „Haut und Liebe“ zu. Bei Albert Neisser an der Schlesischen Friedrich-Wilhelms-Universität Breslau befasste er sich mit dem Lupus vulgaris und der Syphilis. Seine Arbeiten wurden 1904 in Tübingen als Habilitation anerkannt. Seit 1910 apl. Professor, setzte er die Verselbständigung seines Fachs sowie einen Klinikneubau durch. 1913 erhielt er ein Extraordinariat. Zehn Jahre später, zur Zeit der Weimarer Republik, berief ihn die Universität Tübingen als o. Professor. 1927 setzte er sich in seinem Corps für die Abschaffung des Trinkzwangs ein. Kein Freund des Nationalsozialismus, wurde er nach der Reichstagswahl März 1933 mit 62 Jahren vorzeitig pensioniert. Er starb ein Vierteljahr vor seinem 92. Geburtstag.

## Ehrungen
- Ehrenmitglied der Griechischen Dermatologengesellschaft
- Ehrenmitglied der Türkischen Dermatologengesellschaft
- Ehrenmitglied des Corps Franconia Tübingen[3]
- Ehrenmitglied der Deutschen Dermatologischen Gesellschaft
- Verdienstorden der Bundesrepublik Deutschland, Großes Bundesverdienstkreuz (zum 90. Geburtstag)